# Antheraea titan
Antheraea titan är en fjärilsart som beskrevs av Clayton Dissinger Mell 1958. Antheraea titan ingår i släktet Antheraea och familjen påfågelsspinnare. Inga underarter finns listade i Catalogue of Life.